# Сезон атлантичних ураганів

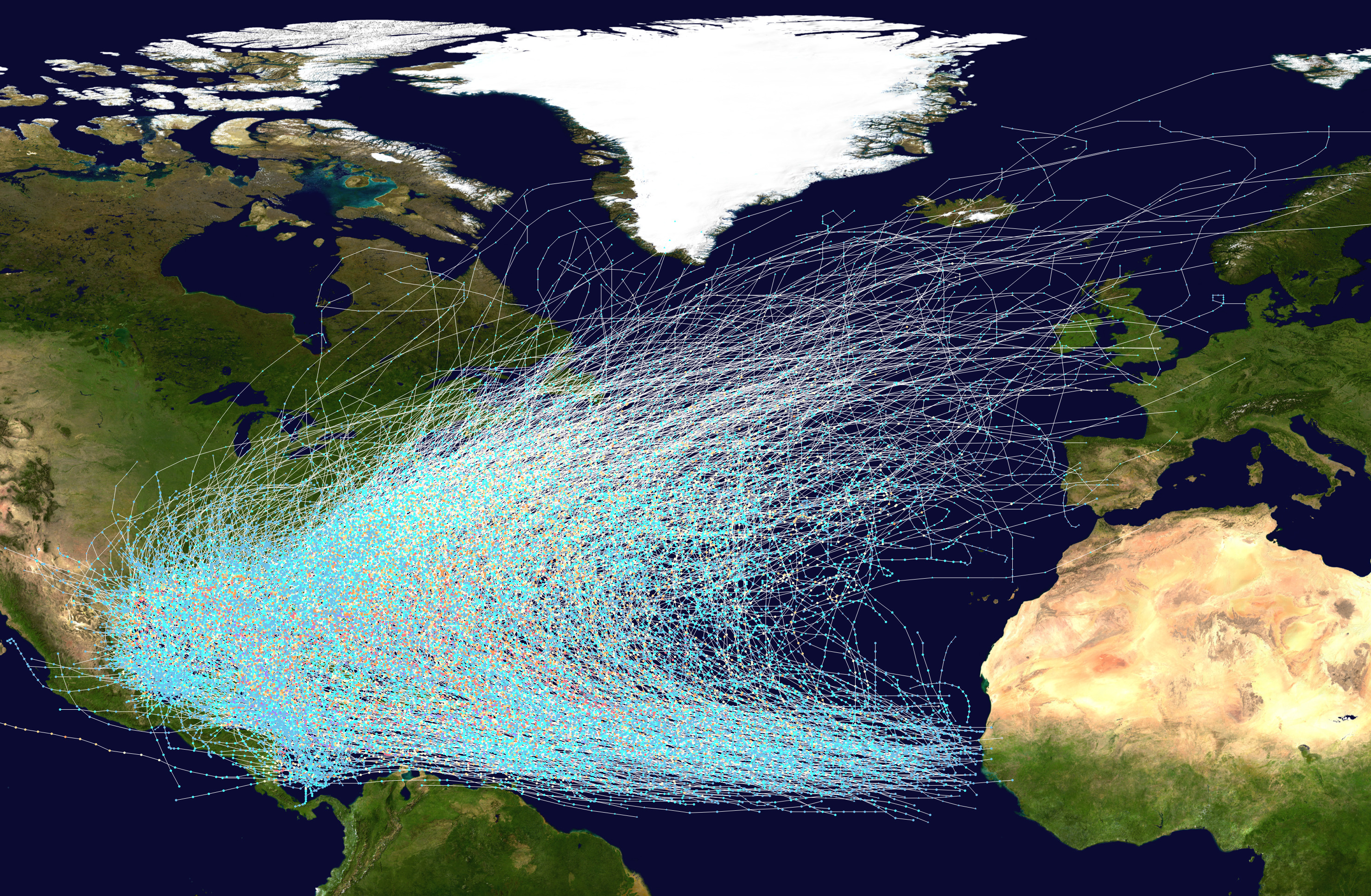
Маршрути всіх відомих атлантичних тропічних циклонів з 1851 по 2019 рр.

Атлантичний сезон ураганів (також «сезон атлантичних ураганів»; англ. Atlantic Hurricane Season) — умовна назва щорічного періоду формування найінтенсивніших ураганів у середній частині північної половини Атлантичного океану.
Тропічні циклони, що утворюються в цій зоні, називаються, залежно від інтенсивності, ураганами, тропічними штормами або тропічними депресіями. Можливі жертви і руйнування. У період сезону метеорологічні служби США і, меншою мірою, інших країн регіону ведуть активний моніторинг тропічної активності.
На півночі Атлантики сезон ураганів триває з 1 червня по 30 листопада. Пік спостерігається близько 10 вересня — в США це День праці.

## Умови формування
За даними багатовікових спостережень, пік тропічної активності в регіоні досягає максимуму в кінці літа, коли відмінність між температурами у верхніх шарах атмосфери і морськими температурами у добре прогрітій поверхні води є максимальним. Основний напрямок руху ураганів — з півдня на північ і з південного сходу на північний захід, в акваторію Мексиканської затоки. Однак, у кожного регіону є свої особливості. В цілому, травень — найменш активний місяць, а вересень (1-а половина) — найактивніший і найтепліший.

## Статистика
Тропічні депресії, які досягають рівня тропічної штормової інтенсивності, отримують назви зі списку, заздалегідь складеного метеослужбами США. У середньому в кожен сезон проходять 10,1 циклонів; 5,9 з них отримують статус урагану і 2,5 стають потужними ураганами (Категорія 3 або більше за шкалою ураганів Саффіра-Сімпсона). Найактивнішим сезоном за всю історію сучасних спостережень був сезон атлантичних ураганів 2005 року, протягом якого сформувалися 28 тропічних циклонів, з яких рекордні 15 стали ураганами, у тому числі сумнозвісна «Катріна». Найменш активним був сезон 1914 року, коли з'явився лише один тропічний циклон. Про більш ранні урагани відомості одержують шляхом проведення археологічних розкопок у прибережних зонах.

## Хронологія
У своїй класичній роботі по динаміці атлантичних циклонів Вільям Грей, керівник проекту з тропічної метеорології Університету штату Колорадо, показав наявність 25-30-річних циклів в активності тропічних штормів.
- 1780 Найсмертоносніший ураган в історії Вест-Індії — Великий ураган 1780.
- 1900 Галвестонський ураган стер з лиця землі техаське місто Галвестон.
- 1933 В Атлантиці це був найактивніший сезон в XX столітті: спостерігався 21 шторм.
- 1950 В Атлантиці цей рік найруйнівніших штормів: спостерігалося 8 сильних ураганів.
- 1969 Найбільше число ураганів в Атлантиці за сезон — 12 ураганів.
- 1995 За кількістю штормів в Атлантиці це другий після 1933 року: 19 штормів.
- 2004 Ураган Іван (серпень — вересень) — Карибське море, Куба, США (Флорида). Жанна (вересень) — Карибське море, Гаїті. За повідомленням агентства Ассошіейтед Прес, число загиблих в результаті злив, повеней і зсувів на острові Гаїті, викликаних ураганом «Жанна», може досягти 2000 осіб. Станом на 23 вересня, відомо вже про майже 1100 жертв, ще 1250 людей вважаються зниклими безвісти. Найбільша кількість жертв — у місті Гонаїв в північній частині острова. За даними влади, тут загинули 1013 чоловік. Представники Червоного Хреста побоюються поширення епідемій через воду, в якій по кілька днів перебували тіла потонулих людей. Рівень води подекуди перевищує чотири метри, і по мірі її спаду виявляються все нові жертви. Президент Гаїті назвав те, що відбувається гуманітарною катастрофою і попросив міжнародне співтовариство про допомогу. У травні 2004 острів вже переніс одне з найстрашніших повеней за всю історію, у результаті якого загинуло близько 2,5 тис. чоловік.
- 2005 Катріна (серпень) — 27 серпня пройшов над узбережжям Флориди недалеко від Маямі і повернув у бік Мексиканської затоки, 29 серпня досяг південно східного узбережжя США в районі штатів Луїзіана і Міссісіпі.